# Gerd Szepanski
Gerd Szepanski (* 20. November 1947 in Malente; † 8. September 2012 ebenda) war ein deutscher Sportreporter. Er war einer der profiliertesten Tennis-Kommentatoren im deutschen Fernsehen. So berichtete er mehr als 30 Jahre für verschiedene Sender regelmäßig von den Wimbledon Championships, dem wichtigsten Turnier des Tennisjahres.

## Leben
Als 16-jähriger Leichtathlet nahm Szepanski 1964 am Olympischen Jugendlager in Tokio teil; nur zwei Jahre später lief er die 100 Meter in 10,8 Sekunden. Als Fußballspieler war er Mitglied der Hamburger Studentenauswahl, als Handballspieler war er in der Bayernliga aktiv und als Hockeyspieler gehörte er der Landesauswahl Schleswig-Holsteins an. An der Universität Hamburg studierte er Soziologie und Sport.
Seine Karriere begann Szepanski 1972 parallel zum Studium als freier Mitarbeiter und Hörfunkreporter beim NDR. Im Jahr 1989 wechselte er für sieben Jahre zu RTL, und nach vier Jahren beim ZDF saß er von 1999 bis 2011 für den Pay-TV-Sender Sky (ehemals Premiere) am Mikrofon. Darüber hinaus arbeitete er als Mediencoach für die Firma Masterpool.
Als Kommentator wurde er vor allem wegen seiner großen Fachkompetenz sowie für seine ruhige und sachliche Berichterstattung geschätzt. Nur im Jahr 1999 leistete er sich beim Damen-Finale der French Open einen sprachlichen Fehltritt: „Als Martina Hingis ihre Toilettenpause nahm, schwappte hier auf dem Centre Court die Welle über.“
Szepanski war verheiratet und Vater einer Tochter. Er verstarb im Alter von 64 Jahren an Schilddrüsenkrebs.